# Умфравиль, Томас (умер в 1387)
Томас де Умфравиль (англ. Thomas de Umfraville; умер 21 мая 1387) — английский аристократ, сын Роберта де Умфравиля, 2-го графа Ангуса, и его второй жены Элеаноры. После смерти отца в 1325 году основная часть семейных владений и права на титул достались старшему сыну от первого брака Гилберту, который назначил Томаса и третьего брата, Роберта, своим наследником в Риддесдейле (Нортумберленд). В 1381 году Гилберт умер бездетным; после этого Томас получил Ридсдейл, замок Харботл и поместье Оттерберн. Доходов от этих владений было недостаточно, чтобы вести жизнь, достойную вассала короны, так что Умфравиля ни разу не вызывали в парламент. Предположительно он смог приобрести ещё и баронию Кайм в Линкольншире, права на которую принадлежали первой жене его отца.
Томас был женат на Джоан Роддам, дочери сэра Адама Роддама. В этом браке родились сыновья Томас (примерно 1362—1391) и Роберт (до 1378—1437).